# 利塔夫卡河
49°57′37″N 14°5′4″E / 49.96028°N 14.08444°E

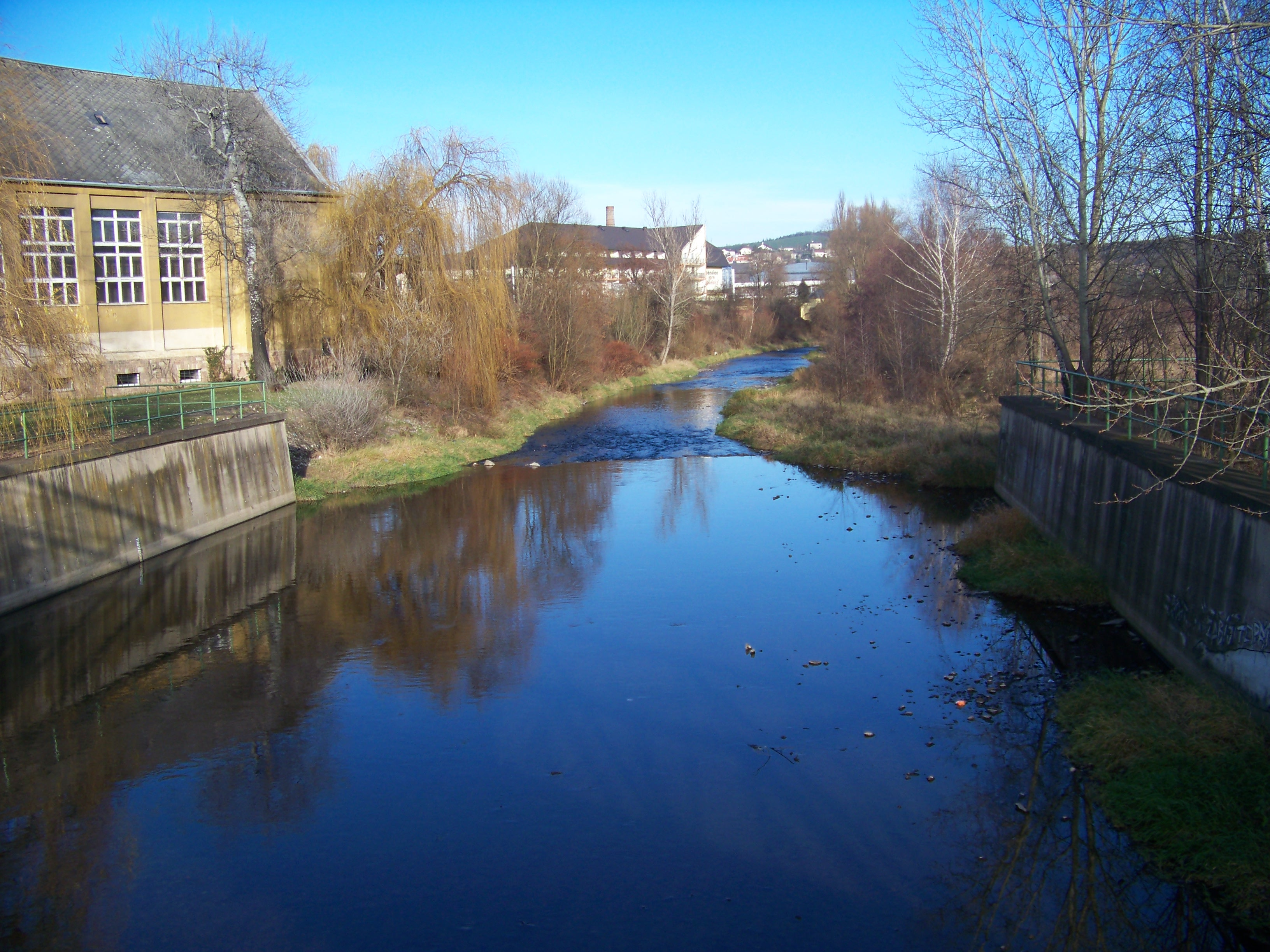

利塔夫卡河是捷克的河流，屬於貝龍卡河的右支流，河道全長55公里，流域面積629平方公里，河口處在貝龍，河畔城鎮有普日布拉姆和王宮村。